# Arnulf II. (Boulogne)
Arnulf II. (franz.: Arnoul; † nach dem 31. Januar 972) war ein Graf von Boulogne und Ternois. Er war ein Sohn des Grafen Adalolf von Boulogne († 933).
Über Graf Arnulf II. ist wenig bekannt. Im Jahr 936 landete König Ludwig IV. der Überseeische im Hafen von Boulogne an, nachdem er von den westfränkischen Großen unter der Führung des Dux Hugo Magnus zum König proklamiert worden war. Arnulf wird nicht unter den Anwesenden genannt, die den König empfingen, dafür aber sein Onkel, Graf Arnulf I. von Flandern. Wahrscheinlich hatte der Onkel die Kontrolle in Boulogne übernommen und seinen gleichnamigen Neffen von dort verdrängt. Der Grafensohn Balduin I. (III.) tritt in einer Schenkung an die Abtei Sankt Peter in Gent 954 mit dem Grafentitel urkundlich in Erscheinung, womit nahe liegt das dieser Boulogne von seinem Vater erhalten hatte.
Aber im Jahr 962 starb Balduin noch vor seinem Vater, dessen Einfluss zu schwinden begann. Dies machte sich König Lothar zunutze um die königliche Macht im Norden zu stärken. Noch im selben Jahr belieh er Arnulf, Sohn des Adalolf, mit Boulogne, womit diese Grafschaft also nicht mehr als Lehen von Flandern, sondern als Kronlehen galt und Arnulf II. folglich als direkter Vasall des Königs auftrat. Dennoch scheint Arnulf zu seinen flämischen Vettern weiter freundschaftlichen Kontakt gepflegt zu haben, zumal der seit 954 amtierende unmündige Graf Arnulf II. von Flandern unter der Vormundschaft seines Halbbruders, Balduin „Baldzo“, stand. Arnulf selbst fungierte 972 als Zeuge einer Schenkung des Grafen Arnulf II. von Flandern an die Abtei St. Peter in Gent. Danach ist nichts mehr von ihm überliefert.
Der Graf Balduin II. von Boulogne war vermutlich sein Sohn.

## Weblink
- Die Grafen von Boulogne bei fmg.ac (englisch)

| Vorgänger  | Amt                            | Nachfolger  |
| ---------- | ------------------------------ | ----------- |
| Balduin I. | Graf von Boulogne 962–nach 972 | Balduin II. |

| Personendaten    | Personendaten                 |
| ---------------- | ----------------------------- |
| NAME             | Arnulf II.                    |
| ALTERNATIVNAMEN  | Arnoul II. (französisch)      |
| KURZBESCHREIBUNG | Graf von Boulogne und Ternois |
| GEBURTSDATUM     | 10. Jahrhundert               |
| STERBEDATUM      | nach 31. Januar 972           |